# クスール (企業)
株式会社クスール（英文社名 Cshool Inc.）は、東京都千代田区に本社をおくウェブ制作会社。
Flash/ActionScript講座を中心にものづくりを教える小さな学校「クスール」や企業向け新人研修、お寺で学ぶ技術＆アイディアといったテーマで「寺子屋クスール」の運営なども行っている。

## 沿革
- 2006年7月 - 7月会社設立。
- 2006年7月 - 「寺子屋クスール」第1回目開催。
- 2006年8月 - 「教えてクスール(現：ほんきでクスール/もっとほんきでクスール)」第1回目開催。
- 2009年10月 - Adobe 指定校に認定。

- 取締役の松村慎は、甲南大学理学部生学科を卒業後、中国天津に中国語語学留学。その後、カナダバンクーバーのBodwell Internet School(尾崎俊介・上泉洋介も同校卒業)でWebに関する様々な技術を身につけ、Thrive Mediaに勤務。日本帰国後は株式会社バスキュールにてFlash制作に携わっていた。

- 「クスール」は、松村がバスキュール勤務時代に週末を利用して仕事以外の何かをはじめたいと、バスキュール代表の朴に相談し会議室を借りてスタート。現在、「ほんきでクスール」「もっとほんきでクスール」では、松村慎をはじめ、尾崎俊介、岡崎大典、大西拓人、篠原史樹が講師を務めている。

## 主な実績
- 2009年
  - Adobe：Adobe CS4 私たちが届けたいコト
  - 日本ロレアル：ヘレナ ルビンスタイン LASH QUEEN FEATHER COLLECTION スペシャルサイト
  - 日本ホールマーク：ウエディング簡易作成Ver.2

- 2008年
  - デジタルフォレスト：Visionalist
  - リクルート：DESIGN SHOWCASE "わたしの旅物語　〜旅日記ジェネレーター"
  - ハドソン：ケータイゲームサイト“着信☆あぷり♪”のキャンペーンサイト
  - ソフトバンクヒューマンキャピタル：インターネットウルトラクイズ100Quiz
  - Yahoo!モバイル：インターネットウルトラクイズ100Quiz
  - Yahoo! JAPAN：恋愛処方箋
  - 日本スポーツ振興センター：toto BIG
  - アウディジャパン：問い続ける男
  - Dynamite Brothers Syndicate：ダイナマイトブラザーズシンジケート

- 2007年
  - アイデム：天職シャッフル
  - 金沢ビューティーカレッジ
  - フマキラー：フマキラー一発命中ゲーム

- 2006年
  - 本田技研工業：Enjoy, live drive
  - ソフトディバイス：パナソニックセンターリスーピア/光の知究儀
  - 映画「サイレントヒル」のオフィシャルサイト/ブログパーツ

## 出版物
- Flashクリエイターになるための教科書 - 株式会社毎日コミュニケーションズ
- WiiRemoteプログラミング - 株式会社オーム社
- ネットでものを生み出すということ - 株式会社ワークスコーポレーション